# 葛城弘樹
葛城 弘樹（かつらぎ ひろき、1963年9月21日 - ）は日本の野球選手（内野手）。

## 経歴
松山商では二塁手として1980年秋季四国大会に進むが、1回戦で高知商に敗退、その後も甲子園には届かなかった。国士舘大学に進学。当時二部リーグに低迷していた国士舘大だが、1983年秋季リーグに一部昇格を果たす。しかし1985年秋季リーグは部員の不祥事により出場停止処分を受け、翌年は三部リーグに降格される。大学同期に横谷彰将がいた。
卒業後は東芝に入社。1987年の都市対抗では、二塁手としてエース菊池総を擁し、ルーキーながらチームの決勝進出に貢献。決勝ではヤマハに惜敗し準優勝にとどまるが、若獅子賞を獲得した。翌1988年はソウルオリンピック野球日本代表に選ばれ、全試合に三塁手として先発出場した。予選の対台湾戦以外は一番打者を任されたものの、5試合で19打数ノーヒットに終わっている。
東芝では二番打者を務め、主将に就任した1992年の第20回社会人野球日本選手権大会では準決勝、決勝ともにタイムリーを放って優勝に貢献した。1993年の第64回都市対抗野球大会はチームが予選で敗退したものの、谷口英功や須田喜照らとともに日本石油に補強されて六番・二塁手としてポイントゲッターとしての役割を期待された。決勝戦では延長にダメ押しのタイムリーを放つなど、期待に応えて日本石油の優勝に貢献している。
1995年には谷口が後任の主将となり、試合では指名打者として主に六番を任された。同年をもって現役を引退し、その後は1998年から2001年までコーチを務めている。